# Mark Blount
Mark D. Blount (nacido el 30 de noviembre de 1975 en Yonkers, Nueva York) es un exjugador profesional de baloncesto estadounidense que jugó 9 temporadas en la NBA. Con 2,13 metros de estatura, jugaba en la posición de pívot.
Su entrada en la NBA tuvo lugar al ser seleccionado por Seattle Supersonics en la segunda ronda del Draft de 1997, en la posición número 54, pero el equipo no llegó a incorporarlo a su plantilla. Tras una temporada y media en la CBA, firmó un contrato de diez días por Los Angeles Clippers. Un año después, se incorporaría a los Boston Celtics como agente libre, donde permanecería hasta la finalización de la temporada 2001–02. Ese mismo verano firmó un nuevo contrato con Denver Nuggets, para reincorporarse nuevamente a los Celtics en febrero de 2003 junto al también pívot Mark Bryant, en un traspaso que llevó a Shammond Williams y la elección de segunda ronda de Draft de Boston del año 2003 a la franquicia de Denver. Desde entonces, ha firmado dos nuevos contratos con los Celtics, el último de los cuales se extiende hasta la temporada 2009-2010.
Su mejor temporada en activo fue la de 2003-2004, cuando consiguió la titularidad en el equipo de Boston y una media de 10,3 puntos, 7,2 rebotes y 1,29 tapones, lo que le permitió firmar un elevado contrato. Sin embargo, su rendimiento cayó con fuerza en el año siguiente, lo que le convirtió en uno de los jugadores más criticado por los seguidores de la franquicia. En la temporada 2005-2006 ha disputado la mayor parte de los partidos como pívot titular.
En aquella temporada, fue parte de un cambio que involucró a sus compañeros de equipo Ricky Davis y Marcus Banks y que los llevó a jugar a los Minnesota Timberwolves a cambio de Wally Szczerbiak y Michael Olowokandi. En la actualidad, jugando en las filas de Miami Heat, está demostrando su valía y realizando los mejores números de su carrera, alrededor de los 15 puntos por noche, además de haber ganado la titularidad, tras el traspaso de O´Neal a Phoenix Suns y la baja de Alonzo Mourning. En Minnesota fue criticado por su falta de carácter a la hora de defender al equipo rival, aunque ahora, parece vivir una "segunda" juventud este pívot.

## Estadísticas de su carrera en la NBA

### Temporada regular
| Año     | Equipo    | PJ  | PT  | MPP  | %TC  | %3P  | %TL  | RPP | APP | ROB | TPP | PPP  |
| ------- | --------- | --- | --- | ---- | ---- | ---- | ---- | --- | --- | --- | --- | ---- |
| 2000–01 | Boston    | 64  | 50  | 17.2 | .505 | .000 | .697 | 3.6 | .5  | .6  | 1.2 | 3.9  |
| 2001–02 | Boston    | 44  | 0   | 9.4  | .421 | .000 | .811 | 1.9 | .2  | .4  | .4  | 2.1  |
| 2002–03 | Denver    | 54  | 24  | 16.4 | .393 | .000 | .717 | 3.4 | .6  | .4  | .9  | 5.2  |
| 2002–03 | Boston    | 27  | 7   | 19.2 | .563 | .000 | .750 | 4.6 | .8  | .7  | .6  | 4.4  |
| 2003–04 | Boston    | 82  | 73  | 29.3 | .566 | .000 | .719 | 7.2 | .9  | 1.0 | 1.3 | 10.3 |
| 2004–05 | Boston    | 82  | 57  | 26.0 | .529 | .000 | .713 | 4.8 | 1.6 | .4  | .8  | 9.4  |
| 2005–06 | Boston    | 39  | 25  | 27.8 | .511 | .000 | .764 | 4.2 | 1.7 | .4  | .9  | 12.4 |
| 2005–06 | Minnesota | 42  | 30  | 27.5 | .506 | .000 | .747 | 4.8 | .8  | .6  | .9  | 10.2 |
| 2006–07 | Minnesota | 82  | 81  | 31.0 | .509 | .290 | .754 | 6.2 | .8  | .5  | .7  | 12.3 |
| 2007–08 | Miami     | 69  | 46  | 22.3 | .462 | .386 | .638 | 3.8 | .6  | .5  | .5  | 8.4  |
| 2008–09 | Miami     | 20  | 0   | 10.4 | .385 | .407 | .615 | 2.1 | .2  | .1  | .3  | 4.0  |
| Total   |           | 605 | 393 | 23.1 | .504 | .359 | .723 | 4.6 | .8  | .5  | .8  | 8.2  |

### Playoffs
| Año     | Equipo | PJ | PT | MPP  | %TC  | %3P  | %TL   | RPP | APP | ROB | TPP | PPP  |
| ------- | ------ | -- | -- | ---- | ---- | ---- | ----- | --- | --- | --- | --- | ---- |
| 2001–02 | Boston | 4  | 0  | 9.8  | .500 | .000 | 1.000 | 1.8 | .3  | .5  | .5  | 1.5  |
| 2002–03 | Boston | 10 | 0  | 14.4 | .545 | .000 | .700  | 3.6 | .2  | 1.1 | .8  | 3.1  |
| 2003–04 | Boston | 4  | 4  | 36.3 | .486 | .000 | .737  | 9.3 | 1.0 | 1.5 | 2.0 | 12.0 |
| 2004–05 | Boston | 4  | 0  | 10.8 | .286 | .000 | .000  | 1.5 | .3  | .0  | .0  | 2.0  |
| Total   |        | 22 | 4  | 16.9 | .467 | .000 | .697  | 3.9 | .4  | .9  | .8  | 4.2  |